# 朝日放送ラジオ高石送信所

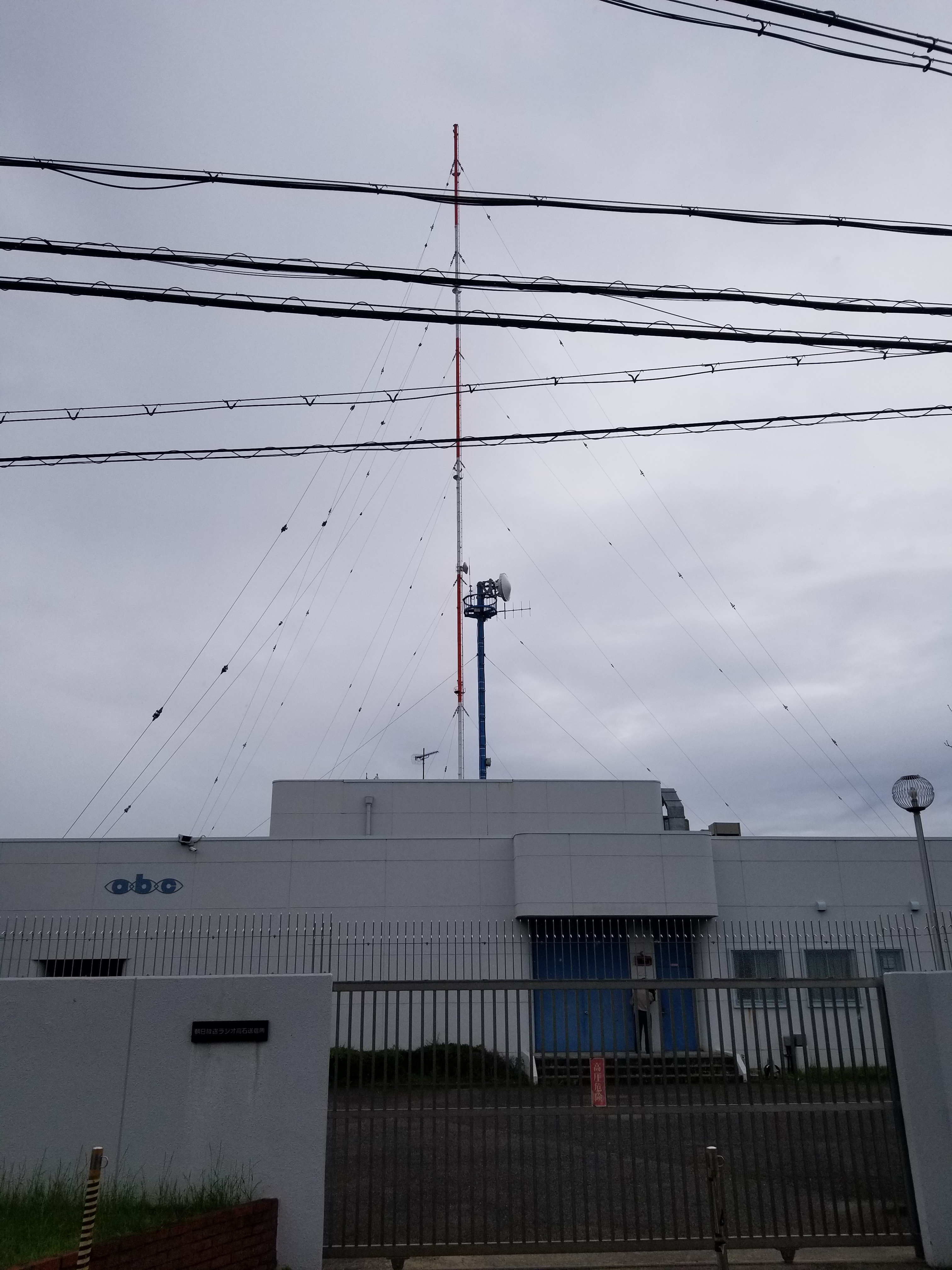
送信所全景

朝日放送ラジオ高石送信所（あさひほうそうラジオたかいしそうしんじょ）は、大阪府高石市綾園4丁目4番17号（関係者以外立入禁止）に所在する朝日放送ラジオ（ABCラジオ）の中波放送（AMラジオ放送）送信所（親局）である。

## 概要
かつてはAMステレオ放送を実施していたが、2010年3月14日に終了している。
この送信所は、大阪府中部にある高石市に設置されていて、近畿地方の広範囲に電波を発射している。なお、送信アンテナの高さは167mである。
1951年11月のラジオ放送開局当初は大阪府堺市築港南町8番地（現・堺市堺区築港八幡町1番地1）の三宝海岸にあった堺ラジオ送信所から電波を発射していた。しかし、この送信所は、海岸部という地理的条件の良さから、電波が遠方まで届いた反面、海水の飛沫でアンテナの絶縁が劣化して保守面で問題があった。このため、堺ラジオ送信所よりも内陸部である、当時の泉北郡高石町だった現在地に新しいラジオ送信所を建設し、ラジオ開局9周年に当る1960年11月11日から当送信所からの送信を開始した。なお、施設に隣接して、以前はABCハウジング高石住宅公園があった。
なお、近くには毎日放送高石ラジオ送信所がある。
| 放送局名                 | コールサイン | 周波数  | 出力 | 放送対象 地域 | 放送区域 内人口 |
| ------------------------ | ------------ | ------- | ---- | ------------- | --------------- |
| ABC RADIO 朝日放送ラジオ | JONR         | 1008kHz | 50kW | 近畿広域圏    | 2085万人        |